# Pavel Fohler
Pavel Fohler je bývalý československý krasobruslař.
Na mistrovství Československa 1958 byl členem pražského klubu o rok později startoval za Tatran Opava a poté v roce 1960 za klub z Bratislavy.

## Výsledky
| Soutěž                                     | 1957 | 1958 | 1959 | 1960 |
| ------------------------------------------ | ---- | ---- | ---- | ---- |
| Mistrovství Evropy v krasobruslení         | 14   | 14   |      | 14   |
| Mistrovství Československa v krasobruslení | 3    | 2    | 2    | 2    |